# Большой Буртым
Большой Буртым — деревня в Пермском районе Пермского края. Входит в состав Лобановского сельского поселения.

## География
Деревня расположена на реке Буртымка (приток реки Мулянка), примерно в 2 км к югу от административного центра поселения, села Лобаново. На картах с 1790 года.

## Население
| 2010 |
| ---- |
| 95   |

## Улицы[2]
- Сибирский тракт.

## Топографические карты
- Лист карты O-40-77 Юг. Масштаб: 1 : 100 000. Состояние местности на 1983 год. Издание 1985 г.